# West Wenatchee
West Wenatchee és una concentració de població designada pel cens dels Estats Units a l'estat de Washington. Segons el cens del 2000 tenia 1.681 habitants.

## Demografia
Segons el cens del 2000, West Wenatchee tenia 1.681 habitants, 628 habitatges, i 509 famílies. La densitat de població era de 164,3 habitants per km².
Dels 628 habitatges en un 32,5% hi vivien nens de menys de 18 anys, en un 70,7% hi vivien parelles casades, en un 7% dones solteres, i en un 18,9% no eren unitats familiars. En el 14,5% dels habitatges hi vivien persones soles el 5,3% de les quals corresponia a persones de 65 anys o més que vivien soles. El nombre mitjà de persones vivint en cada habitatge era de 2,67 i el nombre mitjà de persones que vivien en cada família era de 2,94.
Per edats la població es repartia de la següent manera: un 25,3% tenia menys de 18 anys, un 6,5% entre 18 i 24, un 22,7% entre 25 i 44, un 29,6% de 45 a 60 i un 15,9% 65 anys o més.
L'edat mediana era de 43 anys. Per cada 100 dones de 18 o més anys hi havia 97,2 homes.
La renda mediana per habitatge era de 44.028 $ i la renda mediana per família de 47.155 $. Els homes tenien una renda mediana de 37.171 $ mentre que les dones 23.750 $. La renda per capita de la població era de 21.536 $. Aproximadament l'1,7% de les famílies i el 4% de la població estaven per davall del llindar de pobresa.

## Poblacions més properes
El següent diagrama mostra les poblacions més properes.